# Shehab El-Din Ahmed
Shehab El-Din Ahmed (22 de agosto de 1990) é um futebolista profissional egípcio que atua como meia.

## Carreira
Shehab El-Din Ahmed integrou do elenco da Seleção Egípcia de Futebol da Olimpíadas de 2012.